# La spia del secolo
La spia del secolo è un film del 1961 diretto da Yves Ciampi.

## Trama
Dal 1937 Richard Sorge lavorò nell'ambasciata tedesca di Tokyo. Fu un sociologo prestato alla politica. In realtà l'origine dell'individuo fu tedesca ma anche russa. Fu quindi coinvolto in missioni di spionaggio per conto dell'Unione Sovietica. Dal 1939, Sorge e Clausen spedirono oltre 141 messaggi radio e numerosi microfilm a Mosca. Venne arrestato il 18 ottobre 1941, dai giapponesi e dagli stessi venne impiccato il 7 novembre 1944.